# Timothy C. Day

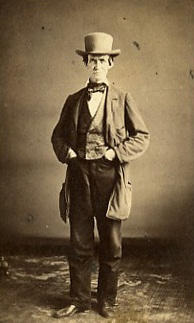
Timothy C. Day

Timothy Crane Day (* 8. Januar 1819 in Cincinnati, Ohio; † 15. April 1869 ebenda) war ein US-amerikanischer Politiker der Opposition Party. Von 1855 bis 1857 war er Mitglied des Repräsentantenhauses der Vereinigten Staaten für den 1. Kongressdistrikt des Bundesstaates Ohio.

## Leben
Timothy Day wurde in Cincinnati geboren. Er besuchte die öffentlichen Schulen in seiner Heimatstadt. Er machte eine Ausbildung als Drucker und Kupferstecher. Er wurde daraufhin 1849 Redakteur beim Cincinnati Enquirer. 1852 unternahm er eine Reise nach Europa. 
1855 wurde er als Vertreter der Opposition Party ins US-Repräsentantenhaus gewählt. Dort vertrat er bis 1857 den 1. Distrikt von Ohio. Er ließ sich aus gesundheitlichen Gründen nicht zur Wiederwahl aufstellen. 
Er starb 1869 in seiner Geburtsstadt und wurde dort auf dem Spring Grove Cemetery beigesetzt. Er war mit Mary Jane Johnson Day verheiratet. 